# Duttonita
La duttonita és un mineral de la classe dels òxids. Rep el nom per Clarence Edward Dutton (15 de maig de 1841 - 4 de gener de 1912), geòleg nord-americà i oficial de l'exèrcit dels Estats Units.

## Característiques
La duttonita és un òxid de fórmula química V4+O(OH)₂. Cristal·litza en el sistema monoclínic. La seva duresa a l'escala de Mohs és 2,5.
Segons la classificació de Nickel-Strunz, la duttonita pertany a «04.HE: Filovanadats» juntament amb els següents minerals: melanovanadita, shcherbinaïta, hewettita, metahewettita, bariandita, bokita, corvusita, fernandinita, straczekita, häggita, doloresita i cavoïta.

## Formació i jaciments
Va ser descoberta a la mina Peanut, situada a Bull Canyon, dins el districte d'Uravan, al comtat de Montrose (Colorado, Estats Units). Dins els Estats Units també ha estat descrita als estats d'Arizona i Arkansas. Fora del país on es troba la localitat tipus també se n'ha trobar a l'Argentina, Itàlia i el Gabon.